# Nuenen, Gerwen en Nederwetten
Nuenen, Gerwen en Nederwetten – gmina leżąca w prowincji Brabancja Północna w Holandii. W 2014 roku zamieszkiwało ją 22 596 mieszkańców. Stolicą gminy jest miejscowość Nuenen, w której skupia się większość mieszkańców gminy. Pozostałe wioski gminy to Gerwen, Nederwetten, Eineind, Olen, Boord, Opwetten oraz Stad van Gerwen. 
Przez gminę przechodzi droga A270, 10 km. od Nuenen leży Eindhoven. 
We wrześniu 1944 roku rozegrała się tam jedna z bitew w ramach operacji Market-Garden. 
Dwa lata (1883/1885) w Nuenen spędził Vincent van Gogh. Jego ojciec pracował tam jako ksiądz protestancki. Malarz namalował tam dwa obrazy.